# Aleid Smid
Aleid Smid (Groningen, 1954) is een Nederlandse regisseur en televisieproducent.

## Loopbaan
Smid werd geboren in Groningen en behaalde in de eerste instantie haar onderwijspapieren. Al snel daarna ging ze werken in de Stadsschouwburg in Groningen voor de programmering en productie van jeugdtheater. Na 5 jaar maakte ze een switch naar de televisie en begon haar loopbaan bij de VARA. Weer 5 jaar later startte ze haar eigen bedrijf ASTC Media. Vanaf dat moment deed ze opdrachten voor omroepen als AVRO, EO, TROS, NCRV en de NPS. Ook maakte ze programmaseries voor onder andere Joop van den Ende Producties, IDTV en Harlekijn Holland (Herman van Veen). Ze specialiseerde zich vooral in amusement, infotainment en natuurprogramma's. Bij de VARA was ze verantwoordelijk voor de series als Jules Unlimited en Kinderen voor Kinderen. Voor de publieke omroep produceerde en regisseerde ze onder andere Alles in de wind (Herman van Veen in Carré), Puur natuur (Natuurmonumenten) en Split (Mini & Maxi). Voor de commerciële omroep produceerde en regisseerde ze programma's als In Holland staat een huis, dat werd gepresenteerd door Martijn Krabbé. In 2001 trad haar zakenpartner en later echtgenoot Marcel van Rooijen toe tot ASTC Media. Samen produceerden ze een grote hoeveelheid programma's en bedrijfsfilms w.o. Studio E&W (RTL-Z), Brand!!! met presentatrice Esther Duller en de dramaserie Ieder Huisje (beide RTL 4). Daarnaast combineerde ze haar onderwijs, theater en televisie-ervaring tussen 2001-2005, door samen met Europese subsidie, een groot team en i.s.m. de NTR een opleiding en productiehuis te starten voor multi-culturele media talenten, met als doel het Mediapark in Hilversum meer kleur te geven. De kers op de taart: een prijs van het Ministerie van OC&W voor het meest innovatieve onderwijsproject. In 2015 kwam zij op het idee een speciale televisiezender voor boeren op te zetten, genaamd Farm & Food TV-Channel met o.a. Marit van Bohemen als presentator van het debatprogramma Boerenpraat.

## Tv-programma's
- 1989 - Kinderen voor Kinderen
- 1990 - Kinderen voor Kinderen Festival
- 1991 - Geef Nooit Op
- 1991 - Jules Unlimited
- 1992 - Voor altijd kerst
- 1995 - 30 jaar Televizierring
- 1995 - Live in Olympia
- 1995 - Alles in de Wind, Herman van Veen in Carre)
- 1999 - Puur natuur
- 1999 - Nachtvlinder
- 1999 - In Holland staat een huis
- 2000 - Mini & Maxi
- 2005 - Planet Holland
- 2007 - Planet Europe
- 2007 - Brand!!! (RTL 4)
- 2009 - Noord-Holland rond in 360 graden (RTVNH)
- 2014 - Ieder Huisje (RTL 4)